# Ptilorrhoa
Ptilorrhoa és un gènere d'ocells de la família dels cinclosomàtids (Cinclosomatidae). El gènere conté quatre espècies endèmiques de Nova Guinea.
Antigament, es va considerar que el gènere contenia l'eupeta, però ara es considera que aquesta espècie pertany a la seva pròpia família. El gènere està estretament relacionat amb els més coneguts tords guatlla (Cinclosoma) de Nova Guinea i Austràlia. Juntament amb una sèrie d'altres gèneres formen la família Cinclosomatidae, encara que la validesa d'aquesta família en conjunt està en qüestió.

## Descripció
Les gemmes s'assemblen als tords guatlla, sont grassos, de cua llarga i d'ales curtes. Estan adaptats a la vida al sòl del bosc. El plomatge d'aquest gènere és la divergència més sorprenent dels tords guatlla, amb grans quantitats de blau i sovint amb castany a l'esquena. Les gorges de totes les espècies són blanques i el pegat està majoritàriament envoltat per una vora negra. Hi ha nivells moderats de dimorfisme sexual en el plomatge, excepte en la gemma capbruna on la femella no té blau i és tota de color castany. Quan es mouen, sostenen el cos horitzontalment a terra, i mouen el cap cap endavant i cap enrere de la mateixa manera que els coloms, i mouen la cua d'una manera semblant a la de les cueretes.
En conjunt no són un gènere conegut ni estudiat.

## Taxonomia
Segons la Classificació del Congrés Ornitològic Internacional (versió 15.1, 2025) aquest gènere està format per 4 espècies:
- Ptilorrhoa leucosticta - gemma alapintada.
- Ptilorrhoa caerulescens - gemma blava.
- Ptilorrhoa geislerorum - gemma capbruna.
- Ptilorrhoa castanonota - gemma dorsibruna.